# Campeonato de Segunda División 1926 de la AAmF (Argentina)
El Campeonato de Segunda División 1926 fue el vigésimo octavo torneo de Segunda División, el vigésimo séptimo campeonato de la tercera categoría, y el último del torneo en la categoría. Fue el octavo y último organizado por la Asociación Amateurs de Football.
Los nuevos participantes fueron: los nuevos afiliados Juan de Garay, Kimberley, Lincoln, Munro, Tomás Edison y Villa Fischer.
El torneo consagró campeón a Racing III, tras vencer en la final por 2 a 1 a Villa Fischer, que obtuvo el ascenso.
Por su parte, el torneo de la Asociación Argentina fue ganado por Libertad.

## Ascensos y descensos
| Pos. | Ascendidos a División Intermedia 1926 |
| ---- | ------------------------------------- |
| 1.º  | Perla del Plata                       |

| Descendidos de División Intermedia 1925 |
| --------------------------------------- |
| No hubo                                 |

| Afiliados     |
| ------------- |
| Juan de Garay |
| Kimberley     |
| Lincoln       |
| Munro         |
| Tomás Edison  |
| Villa Fischer |

| Desafiliados         |
| -------------------- |
| Buenos Aires Central |
| Sp. Floresta         |
| La Porteña           |

### Incorporaciones
| Incorporados          |
| --------------------- |
| Argentino del Sud III |
| Barracas Central III  |
| Platense III          |
| River Plate IV        |
| Talleres III          |

| Retirados                       |
| ------------------------------- |
| Ferro Carril Oeste III          |
| Gimnasia y Esgrima La Plata III |
| Independiente III               |
| Tigre III                       |

El número de participantes aumentó a 19.

## Sistema de disputa
Los participantes fueron divididos en dos zonas geograficas, una de diez equipos y otra de nueve equipos, donde se enfrentaron bajo el sistema de todos contra todos a dos ruedas. En caso de empate en puntos en el primer puesto se disputó un desempate.

### Ascensos
El ganador de cada zona avanzó a la final, donde se enfrentaron a único partido. El ganador se consagró campeón y obtuvo el ascenso.

## Equipos participantes
| Equipo                | Ciudad               |
| --------------------- | -------------------- |
| Atlanta III           | Buenos Aires         |
| Argentino del Sud III | Dock Sud             |
| Barracas Central III  | Buenos Aires         |
| Gerli                 | Gerli                |
| Juan de Garay         |                      |
| Kimberley             |                      |
| Lanús III             | Lanús                |
| Lincoln               | Buenos Aires         |
| Munro                 | Buenos Aires         |
| Palermo III           | Buenos Aires         |
| Platense III          | Buenos Aires         |
| Racing III            | Avellaneda           |
| River Plate III       | Buenos Aires         |
| River Plate IV        | Buenos Aires         |
| San Andrés            |                      |
| Sarandí               | Sarandí              |
| Talleres III          | Remedios de Escalada |
| Tomás Edison          | Buenos Aires         |
| Villa Fischer         | Buenos Aires         |

## Zona Norte

### Tabla de posiciones
| Pos. | Equipo          | Pts. | J  | G  | E | P  | GF | GC | DG  |
| ---- | --------------- | ---- | -- | -- | - | -- | -- | -- | --- |
| 1.º  | Villa Fischer   | 33   | 18 | 16 | 1 | 1  | 30 | 8  | 22  |
| 2.º  | Tomás Edison    | 30   | 18 | 15 | 0 | 3  | 26 | 13 | 13  |
| 3.º  | Sarandí         | 26   | 18 | 12 | 2 | 4  | 26 | 19 | 7   |
| 4.º  | Lincoln         | 21   | 18 | 10 | 1 | 7  | 14 | 21 | -7  |
| 5.º  | Kimberley       | 19   | 18 | 8  | 3 | 7  | 22 | 22 | 0   |
| 6.º  | Juan de Garay   | 18   | 18 | 7  | 4 | 7  | 15 | 18 | -3  |
| 7.º  | Gerli           | 17   | 18 | 7  | 3 | 8  | 13 | 18 | -5  |
| 8.º  | San Andrés      | 8    | 18 | 3  | 2 | 13 | 7  | 18 | -11 |
| 9.º  | Munro           | 8    | 18 | 3  | 2 | 13 | 13 | 31 | -18 |
| 10.º | River Plate III | 0    | 18 | 0  | 0 | 18 | 7  | 12 | -5  |

|  | Clasificado a la final. |

## Zona Sur

### Tabla de posiciones
| Pos. | Equipo                | Pts. | J  | G  | E | P  | GF | GC | DG  |
| ---- | --------------------- | ---- | -- | -- | - | -- | -- | -- | --- |
| 1.º  | Sp. Palermo III       | 26   | 16 | 12 | 2 | 2  | 34 | 11 | 23  |
| 2.º  | Racing III            | 26   | 16 | 12 | 2 | 2  | 31 | 18 | 13  |
| 3.º  | Atlanta III           | 24   | 16 | 12 | 0 | 4  | 13 | 11 | 2   |
| 4.º  | Platense III          | 21   | 16 | 9  | 3 | 4  | 17 | 18 | -1  |
| 5.º  | Talleres III          | 14   | 16 | 6  | 2 | 8  | 17 | 19 | -2  |
| 6.º  | Barracas Central III  | 13   | 16 | 6  | 1 | 9  | 9  | 29 | -20 |
| 7.º  | Argentino del Sud III | 10   | 16 | 4  | 2 | 10 | 15 | 9  | 6   |
| 8.º  | River Plate IV        | 10   | 16 | 5  | 0 | 11 | 0  | 17 | -17 |
| 9.º  | Lanús III             | 0    | 16 | 0  | 0 | 10 | 5  | 16 | -11 |

|  | Desempate. |

### Desempate
|  | Sp. Palermo III | 1:3 | Racing III |  |  |

## Final
| 9 de enero de 1927 | Villa Fischer | 1:2 | Racing III |  |  |

|                                |
|                                |
| Campeón Racing III 3.er título |